# 연립 부등식
연립 부등식은 2개 이상의 부등식을 묶어서 나타낸 것을 뜻한다.

## 형태
연립 일차 부등식
{\displaystyle \left\{{\begin{aligned}ax+b>0\\cx+d>0\\\end{aligned}}\right.}
연립 이차 부등식
{\displaystyle \left\{{\begin{aligned}ax^{2}+bx+c>0\\px^{2}+qx+r>0\\\end{aligned}}\right.}

## 예시
연립 일차 부등식의 예시는 다음과 같다:
{\displaystyle \left\{{\begin{aligned}9x+36>0\\-4x-24>0\\\end{aligned}}\right.}
연립 이차 부등식의 예시는 다음과 같다:
{\displaystyle \left\{{\begin{aligned}5x^{2}-25>0\\x^{2}-2x+1>0\\\end{aligned}}\right.}
연립 부등식에 일차 부등식과 이차 부등식이 함께 있는 경우도 있다:
{\displaystyle \left\{{\begin{aligned}4x^{2}+4x+1>0\\-7x-35>0\\\end{aligned}}\right.}

## 연립 부등식의 해
연립 부등식의 각 부등식을 동시에 만족시키는 미지수의 값. 즉, 각 부등식의 해를 수직선 위에 나타내었을 때의 공통 부분(교집합)이 연립 부등식의 해인 것이다.

## 연립 부등식의 풀이
{\displaystyle \left\{{\begin{aligned}3x+3>0\\-2x+4>0\\\end{aligned}}\right.}

수직선에 각 부등식의 해를 나타내고, 공통 부분(회색 부분)을 구한다.

위 연립 부등식을 풀기 위해서는 두 부등식을 각각 푼다. 그런 다음, 각 부등식의 해를 수직선 위에 나타내고, 공통 부분을 구한다. 위의 연립 부등식에서 첫 번째 식의 해는 {\displaystyle x>-1}이고, 두 번째 식의 해는 {\displaystyle x<2}이다. 이 둘의 공통부분을 구하면 {\displaystyle -1<x<2}이다.

## 같이 보기
- 부등식
- 일차 부등식